# Valerian Grigoryevich Madatov
Hoàng tử Valerian Grigoryevich Madatov (tiếng Nga: Валериан Григорьевич Мадатов, tiếng Armenia: Ռոստոմ Մադաթյան, Rostom Madatyan), sinh năm 1782, mất ngày 4 tháng 9 năm 1829, ông là hoàng tử nước Armenia và là một trung tướng của Đế quốc Nga.